# Lotfi Boudjemaa
Lotfi Boudjemaa, né le 13 juillet 1970 à Annaba,  est un magistrat et homme politique algérien. Le 18 novembre 2024, il est nommé ministre de la Justice, garde des Sceaux.

## Biographie
Lofti Boujmaa est né le 13 juillet 1970 à Annaba. Après l'obtention de son baccalauréat en 1990, il est licencié en droit en 1995, puis est formé à l'Institut national de la magistrature. Il se spécialise en droit pénal avec un master (2008) et un doctorat (2016) de l'Université Badji Mokhtar d'Annaba.
Après une carrière classique dans la magistrature alternant les postes de juge et de procureur, il est nommé en 2017 procureur général près la Cour de justice de Jijel. Il devient ensuite directeur général des affaires judiciaires et juridiques au ministère de la Justice.
Le 18 novembre 2024, il est nommé ministre de la Justice, garde des Sceaux, dans le gouvernement Larbaoui II.

## Vie privée
Lotfi Boudjemaa est marié et père de deux enfants.